# NGC 3697
NGC 3697 est une vaste galaxie spirale intermédiaire située dans la constellation du Lion. NGC 3697 a été découverte par l'astronome britannique John Herschel en 1827.

## Caractéristiques
La classe de luminosité de NGC 3697 est II et elle présente une large raie HI. De plus, NGC 3697 est une galaxie active (AGN) dont le type n'est pas précisé.

### Distance
Sa vitesse par rapport au fond diffus cosmologique est de 6 590 ± 24 km/s, ce qui correspond à une distance de Hubble de 97,2 ± 6,8 Mpc (∼317 millions d'al).
À ce jour, une vingtaine de mesures non basées sur le décalage vers le rouge (redshift) donnent une distance de 89,150 ± 7,149 Mpc (∼291 millions d'al), ce qui est à l'intérieur des valeurs de la distance de Hubble. Notons cependant que c'est avec la valeur moyenne des mesures indépendantes, lorsqu'elles existent, que la base de données NASA/IPAC calcule le diamètre d'une galaxie et qu'en conséquence le diamètre de NGC 3697 pourrait être d'environ 70,7 kpc (∼231 000 al) si on utilisait la distance de Hubble pour le calculer.

## Groupe compact de Hickson 53

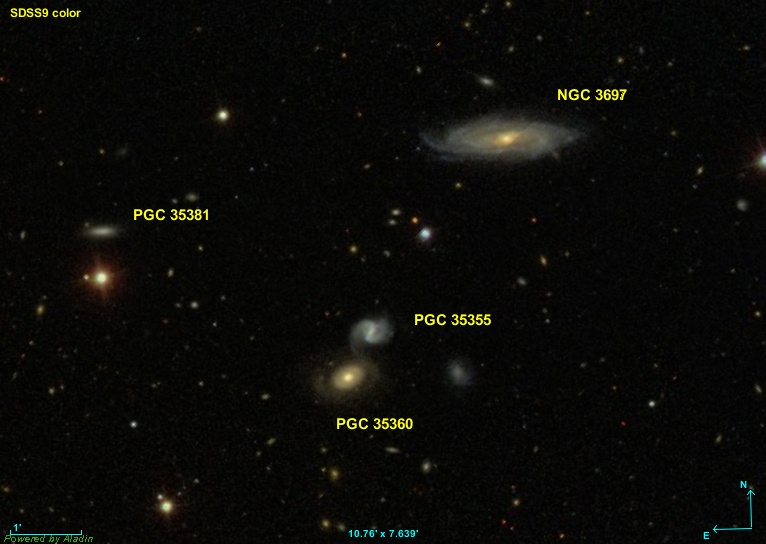
Le groupe compact de Hickson 53.

NGC 3697 est la galaxie la plus grosse et la plus brillante d'un groupe de galaxies, le groupe de Hickson 53. Ce groupe comprend quatre galaxies. Les trois autres galaxies du groupe sont PGC 36360 (HCG 53B), PGC 35355 (HCG 53C) et PGC 35381 (HCG 53D).